# Синдром Костелло
Синдром Костелло — рідкісне генетичне захворювання, що входить до групи RASопатій та характеризується множинними вродженими аномаліями і затримкою розвитку. Захворювання отримало свою назву на честь канадського педіатра Джеймса Костелло та генетика Пітера Мак-Фаддена, які незалежно один від одного вперше описали цей синдром у 1971 році.

## Генетична основа та механізм розвитку
Молекулярна природа синдрому була встановлена у 2005 році, коли дослідники виявили його зв'язок з мутаціями в гені HRAS, розташованому на короткому плечі 11 хромосоми (11p15.5). Ген HRAS кодує білок H-Ras, який відіграє ключову роль у регуляції клітинного росту та диференціації. При синдромі Костелло-Мак-Фадден найчастіше зустрічаються місенс-мутації в кодонах 12 і 13 цього гена, рідше – в кодонах 117 і 146. Всі ці мутації призводять до конститутивної активації білка H-Ras, що порушує нормальну передачу сигналів у клітинах.
Захворювання успадковується за автосомно-домінантним типом, проте у 80-90% випадків мутації виникають de novo. Можлива також передача від ураженого батька до дитини, хоча такі випадки зустрічаються рідко через знижену фертильність пацієнтів із синдромом.

## Клінічна картина
Прояви синдрому Костелло-Мак-Фадден можна виявити ще на пренатальному етапі. Характерними ознаками є багатоводдя, збільшена товщина потиличної складки плода, затримка внутрішньоутробного розвитку та можливі порушення серцевого ритму. Після народження у дітей спостерігаються характерні риси обличчя: грубі риси, епікант, гіпертелоризм, низько розташовані вуха, товсті губи та збільшений язик (макроглосія).
Шкірні прояви включають надмірну складчастість, гіперкератоз, появу папілом та акантоз. З боку серцево-судинної системи найчастіше зустрічаються гіпертрофічна кардіоміопатія, різноманітні порушення ритму та вроджені вади серця. Неврологічні прояви представлені затримкою психомоторного розвитку, м'язовою гіпотонією, судомами та можливим розвитком гідроцефалії.

## Діагностика та лікування
Діагностика синдрому базується на комбінації клінічних проявів та молекулярно-генетичного тестування. Для встановлення діагнозу необхідна наявність характерних рис обличчя, затримки росту в постнатальному періоді, типових шкірних змін та кардіологічних проявів. Підтвердження діагнозу здійснюється шляхом секвенування гена HRAS або використання панельного тестування генів RASопатій.
Лікування синдрому Костелло-Мак-Фадден має комплексний характер і вимагає участі різних спеціалістів. Кардіологічні прояви коригуються за допомогою бета-блокаторів та антиаритмічних препаратів, у деяких випадках може знадобитися хірургічне втручання. При наявності неврологічних симптомів призначаються протисудомні препарати та проводяться реабілітаційні заходи. Важливу роль відіграє психологічна підтримка пацієнтів та їхніх сімей.

## Прогноз та якість життя
Тривалість життя пацієнтів із синдромом Костелло-Мак-Фадден варіабельна і значною мірою залежить від тяжкості проявів захворювання та своєчасності початку лікування. При адекватній терапії та підтримці можливе досягнення задовільної соціальної адаптації. Важливим аспектом ведення пацієнтів є регулярний моніторинг стану здоров'я та профілактика можливих ускладнень.

## Сучасні дослідження
Активно ведуться дослідження нових методів лікування синдрому, включаючи розробку таргетної терапії, спрямованої на нормалізацію активності сигнального шляху RAS-MAPK. Проводяться клінічні випробування інгібіторів MEK та інших препаратів, що потенційно можуть покращити прогноз захворювання. Значна увага приділяється вивченню модифікаторів фенотипу та пошуку біомаркерів прогресування захворювання.